# Mount Olive (Alabama)
Mount Olive és una concentració de població designada pel cens dels Estats Units a l'estat d'Alabama. Segons el cens del 2000 tenia 3.957 habitants.

## Demografia
Segons el cens del 2000, Mount Olive tenia 3.957 habitants, 1.499 habitatges, i 1.221 famílies. La densitat de població era de 161,2 habitants/km².
Dels 1.499 habitatges en un 34,8% hi vivien nens de menys de 18 anys, en un 72,1% hi vivien parelles casades, en un 6,8% dones solteres, i en un 18,5% no eren unitats familiars. En el 16,6% dels habitatges hi vivien persones soles el 7,7% de les quals corresponia a persones de 65 anys o més que vivien soles. El nombre mitjà de persones vivint en cada habitatge era de 2,63 i el nombre mitjà de persones que vivien en cada família era de 2,95.
Per edats la població es repartia de la següent manera: un 23,5% tenia menys de 18 anys, un 6,5% entre 18 i 24, un 31% entre 25 i 44, un 25,3% de 45 a 60 i un 13,6% 65 anys o més.
L'edat mitjana era de 39 anys. Per cada 100 dones hi havia 98,3 homes. Per cada 100 dones de 18 o més anys hi havia 94,6 homes.
La renda mitjana per habitatge era de 48.291 $ i la renda mitjana per família de 52.425 $. Els homes tenien una renda mitjana de 41.250 $ mentre que les dones 27.021 $. La renda per capita de la població era de 21.311 $. Aproximadament el 4% de les famílies i el 4,6% de la població estaven per davall del llindar de pobresa.

## Poblacions properes
El següent diagrama mostra les poblacions més properes.

## Personatges il·lustres
- Hank Williams, músic.